# Bagarius bagarius
Bagarius bagarius es una especie de peces de la familia Sisoridae en el orden de los Siluriformes.

## Morfología
Los machos pueden llegar alcanzar los 200 cm de longitud total.
Número de  vértebras: 38-42.

## Alimentación
Come insectos, peces pequeños, ranas y gambas.

## Hábitat
Es un pez de agua dulce y de clima tropical (18 °C- 25 °C).

## Distribución geográfica
Se encuentran en Asia. Algunos autores describen su área de distribución en las cuencas de los ríos Ganges, Brahmaputra, Mekong y Chao Phraya. Citado en la cuenca de los ríos río Salween y Mae klong (Tailandia peninsular).
Sin embargo, estudios taxonómicos posteriores podrían mostrar que de su distribución se limita al subcontinente indio (ya sea en parte o entero)